# Xestoleptura cockerelli
Xestoleptura cockerelli là một loài bọ cánh cứng trong họ Cerambycidae.